# Bunte Goldwespe
Die Bunte Goldwespe (Chrysis viridula) ist eine Art aus der Familie der Goldwespen (Chrysididae).

## Merkmale
Die Bunten Goldwespen werden sechs bis neun Millimeter lang. Ihr Kopf und die Unterseite ihres Thorax sind blaugrün, die Oberseite und fast der ganze Hinterleib sind rotgolden gefärbt. Nur die Hinterleibsspitze ist wieder blaugrün. Die Farben des ganzen Körpers glänzen metallisch.

## Vorkommen
Man findet die Tiere an steilen Flächen wie zum Beispiel Hohlwegen oder Hauswänden alter Häuser. Sie fliegen von Mai bis August.

## Lebensweise
Die Larven leben parasitisch von der Gemeinen Schornsteinwespe (Odynerus spinipes). Die Weibchen graben bereits verschlossene Nester auf, um ihre Eier an die verpuppte und eingesponnene Larve ihres Wirtes zu legen, von der sich dann die schlüpfende Goldwespen-Larve ernährt.